# ロングアイランド湾
座標: 北緯41度05分48秒 西経72度52分52秒 / 北緯41.09667度 西経72.88111度

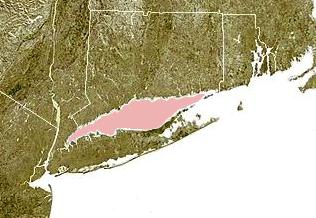
コネチカット州（北側）とロングアイランド（南側）の間のピンクの部分がロングアイランド湾。

ロングアイランド湾（ロングアイランドわん、英: Long Island Sound）は、アメリカ合衆国コネチカット州とロングアイランド（ニューヨーク州）の間に位置し、大西洋に面する湾。コネチカット川など、多数の川が注いでおり、西はイースト川、東はブロックアイランド湾に接する。

## 海岸線
ロングアイランド湾の大陸側には鉄道やハイウェイが整備されており、主要都市が連なっている。ニューヨーク州側は、ニューヨーク市（ブロンクス区、クイーンズ区）、ニューロシェル、ライ、グレンコーブがある。コネチカット州側にはブリッジポート、ニューロンドン、スタンフォード、ノーウォーク、ニューヘイブンなどの都市がある。

## 気候と地理

### 氷河時代
約1万8,000年前、ロングアイランド湾は、ウィスコンシン氷河の一部の厚い氷に覆われていた。その頃の氷の厚さは約1,000mほどで、南の薄い場所でも300〜400mはあった。氷河時代の海水面は、現在より100mほど低かった。

### 川
コネチカット州：
- コネチカット川
- フーストニック川（英語版）
- ミル川
- ミル川
- ノーウォーク川
- ピークォンノック川（英語版）
- ロースター川（英語版）
- リッポワン川（英語版）
- ソーガタック川（英語版）
- テムズ川
- クイニピアック川（英語版）
- ウェスト川
- マイアナス川

ニューヨーク州：
- バイラム川（英語版）
- ハッチンソン川（英語版）
- マメロネック川（英語版）
- ニセコーグ川（英語版）

## 湾内の動植物

### 植物の種類

#### 海藻
湾内の海藻は、潮間帯の位置にある、岩の間に多く生息している。緑藻類の数は、季節によって変化する。モノストラマは、大西洋の色をしており、早春から晩夏までの期間生息する。グリネリアは、8月や4〜6週間後に姿を見せる。また、潮間帯では、茶色をしたヒバマタやAscophyllumが生息している。これらは、高潮時でも直射日光を取り入れることができる。さらに、EctocarpusやPolysiphonia、Porphyra、Chondrusなども生息している。

## 歴史
ロングアイランドを発見した最初のヨーロッパ人は、オランダ人の航海士、アドリアン・ブロックである。彼は、イースト川から湾に入った。植民地時代、湾は浅瀬が多く、悪魔の地帯として知られていた。湾の暗礁は悪魔の踏み石と言われ、踏み石灯台という名前の灯台があった。

## 湾の利用

### 交通
ロングアイランドとコネチカット州の間は、いくつかのフェリーで結ばれている。ブリッジポート&ポートジェファーソン・フェリーは、ブリッジポートとジェファーソンを結んでおり、ロングアイランド湾横断フェリーは、オリエントポイントとニューロンドンを結んでいる。自動車や人、トラック、バスなどを輸送する。

### 釣り
ロングアイランドは良い漁場として知られ、古くから漁業や娯楽としての釣りが盛んだった。カキ、ロブスター、ホタテガイ、ヒラメ、ストライプドバス、青魚をつることができる。しかし、近年はその数が減っている。漁業関係者などは、問題を改善する努力を続けている。